# Antoine Sauvaire de Barthélemy
Pour les articles homonymes, voir Sauvaire et Barthélemy.
Antoine Sauvaire de Barthélemy est un homme politique français né le 16 novembre 1800 à Marseille (Bouches-du-Rhône) et mort le 6 février 1875 à Paris.

## Biographie
Fils de Pierre Dominique François Xavier Sauvaire, arrière-petit-neveu de l'abbé Barthélemy, petit-neveu et héritier de François Barthélemy, Antoine Sauvaire de Barthélemy fait ses études au lycée Thiers de Marseille et commence sa carrière au Conseil d’État en 1824. À la mort de son grand-oncle en 1830, il hérite de ses titres et entre à la chambre des pairs, où il siège durant toute la Monarchie de Juillet. Conseiller général, il est député des Bouches-du-Rhône de 1848 à 1851, siégeant à droite, avec les monarchistes légitimistes. En 1850, il fait d'ailleurs partie des légitimistes rendant visite au comte de Chambord à Wiesbaden.
Il est président de la commission départementale des Bouches-du-Rhône en 1873-1874.
Il est présent à la 1re réunion de fondation de l'Œuvre des Écoles d'Orient le 4 avril 1856 plus connue actuellement sous le nom de l'Œuvre d'Orient, il est membre de son 1er Conseil général du 25 avril 1856.

## Sources
- « Antoine Sauvaire de Barthélemy », dans Adolphe Robert et Gaston Cougny, Dictionnaire des parlementaires français, Edgar Bourloton, 1889-1891 [détail de l’édition] [texte sur Sycomore]